# Уретерп
Уретерп (нід. Ureterp) — село в нідерландській провінції Фрисландія. Входить до муніципалітету Опстерланд.
Його площа становить 26,24км², а населення станом на 2021 рік складало 4 860 осіб.
Перша згадка про населений пункт датується 1315 роком.

## Галерея

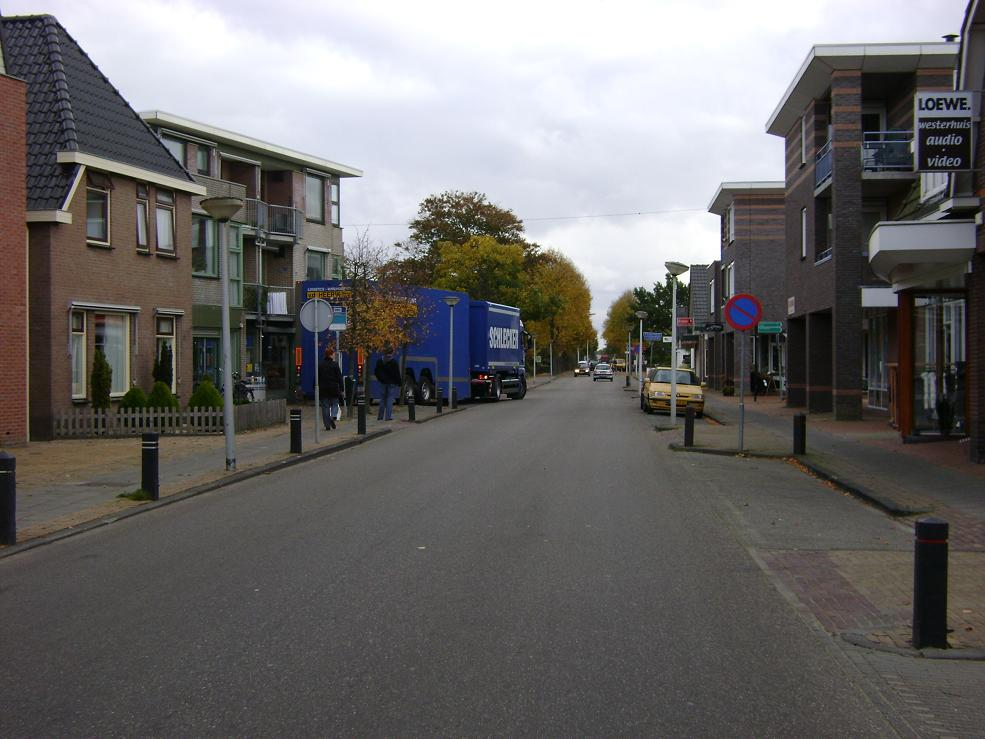
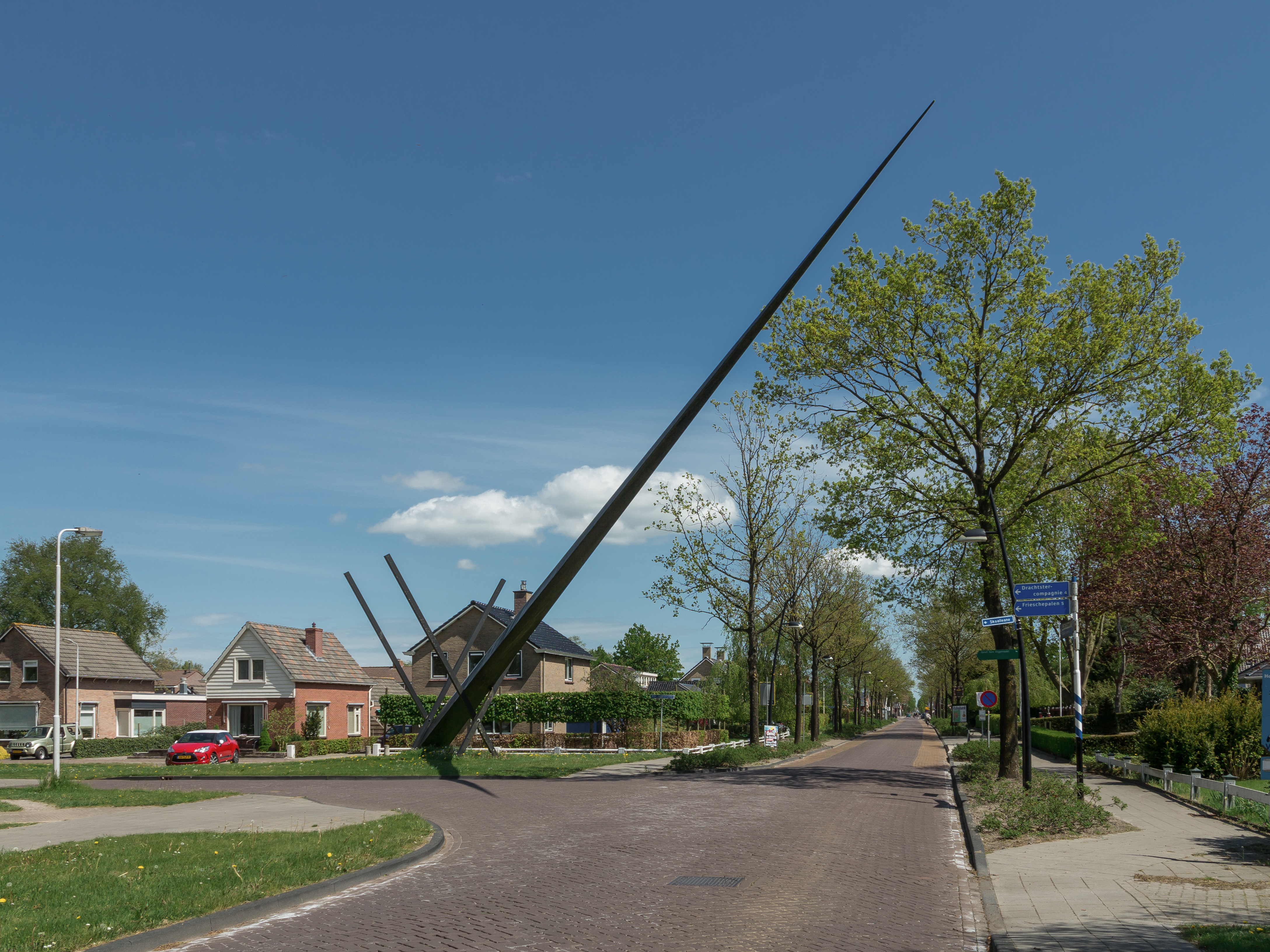
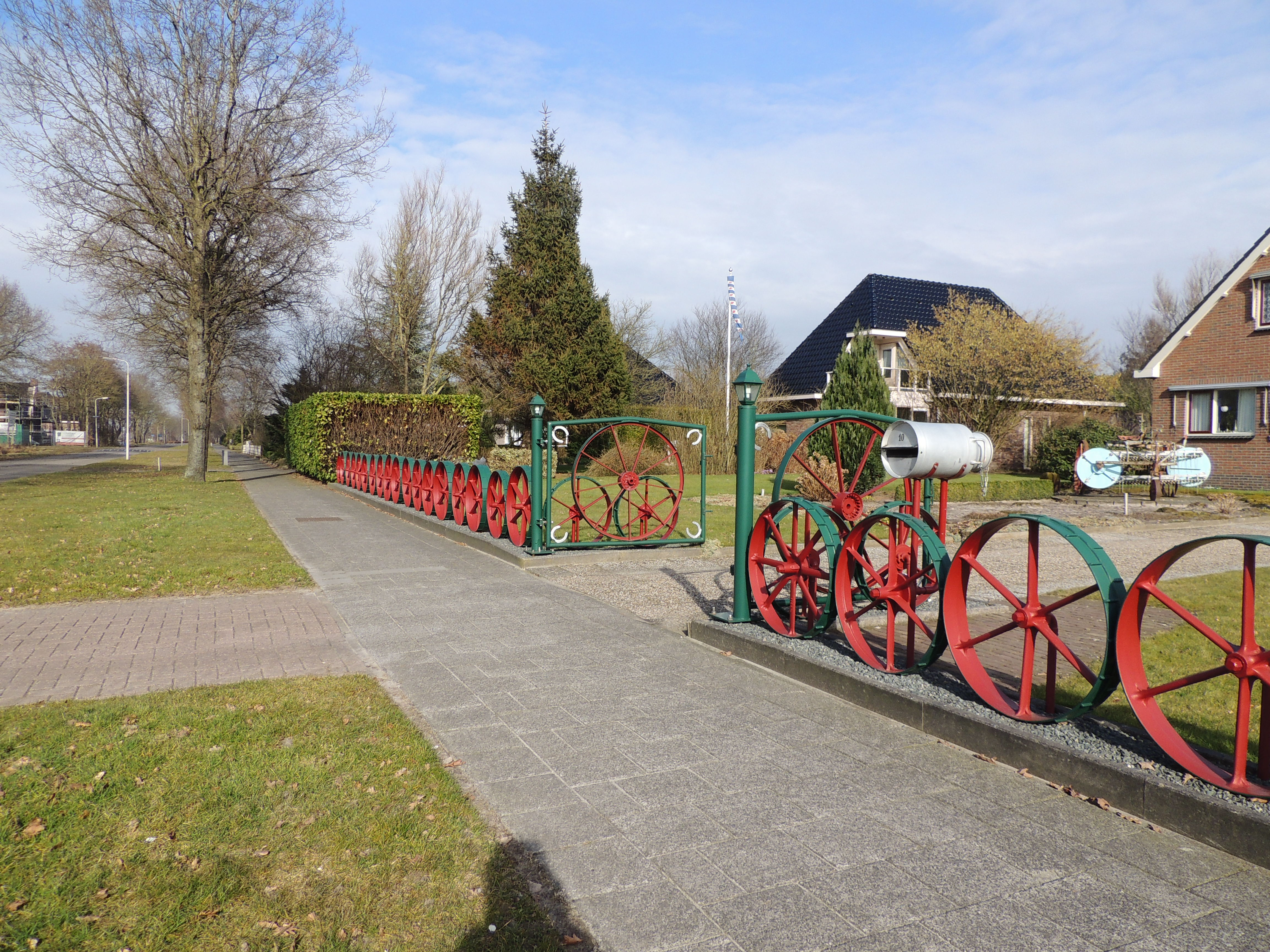
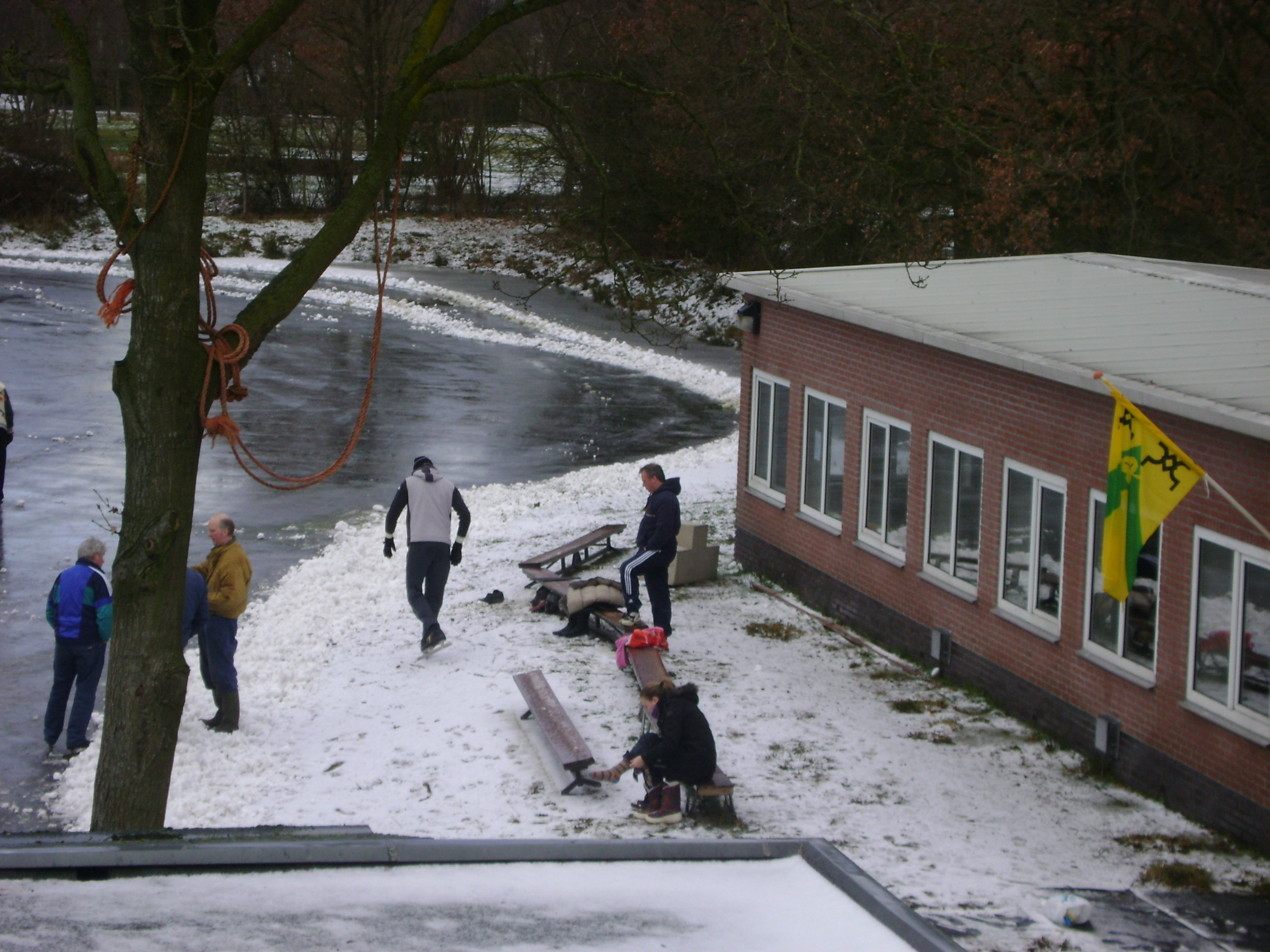